# Epipremnum carolinense
Epipremnum carolinense — квіткова рослина, що належить до роду Epipremnum і родини Araceae.
Рідним ареалом цього виду є Каролінські острови, частина Мікронезії та Палау.
Це ліана, що росте переважно у вологому тропічному біомі.